# Centro Universitário Integrado
O Centro Universitário Integrado de Campo Mourão é uma instituição de ensino Superior privada fundada em 1986 localizada no município de Campo Mourão, PR.
Atualmente conta com quase quatro mil estudantes em 19 cursos de graduação, oferecendo Ensino Superior de qualidade e adequado às necessidades mais contemporâneas de Campo Mourão e região.  